# Paolo Martelli
Paolo Martelli (Firenze, 6 agosto 1970 – San Mauro Pascoli, 12 aprile 1999) è stato un calciatore italiano, di ruolo difensore.

## Carriera
Terzino destro cresciuto nelle giovanili della Fiorentina, nella stagione di Serie A 1987-1988 viene aggregato alla prima squadra ma senza scendere in campo. Nel 1988 passa alla Sangiovannese dove rimane fino al 1994. Gioca poi due anni al Montevarchi prima di passare al Torino in Serie B. In seguito gioca ancora in Serie B per Fidelis Andria e Cesena.
Muore il 12 aprile 1999 all'età di 28 anni in un incidente stradale.
Il Cesena nell'aprile 1999 ha ritirato la maglia numero 21 che era vestita da Martelli.
Ha giocato 72 partite in Serie B con le maglie di Torino, Fidelis Andria e Cesena segnando 2 gol.

## Palmarès

### Club

#### Competizioni nazionali
- Serie C2: 1

Montevarchi: 1994-1995

#### Competizioni regionali
- Eccellenza: 1

Sangiovannese: 1992-1993